# ZBrush
ZBrush är ett skulpteringsverktyg som kombinerar 3D/2.5D-modellering, texturering och målning. Verktyget är populärt för detaljarbete på organiska modeller eftersom arbetssättet kan liknas vid att modellera i lera.
Vid arbete med ZBrush bygger man ofta grundmodellen i ett vanligt 3d-modelleringsprogram, som Maya eller 3ds Max, och använder sedan ZBrush för att skulptera detaljerna. Resultatet, som kan ha ökat från några tusen till flera miljoner polygoner, exporteras sedan tillbaka till huvudprogrammet och används som så kallad displacement map.
Man kan även bygga sina modeller från grunden i ZBrush med hjälp av så kallade ZSpheres.

## Liknande program
Det finns några alternativ till ZBrush som bygger på öppen källkod:
- Blender, inkluderar sedan version 2.43 ett utökat skulpteringsverktyg från skaparen av SharpConstruct
- SharpConstruct